# Julia Sister

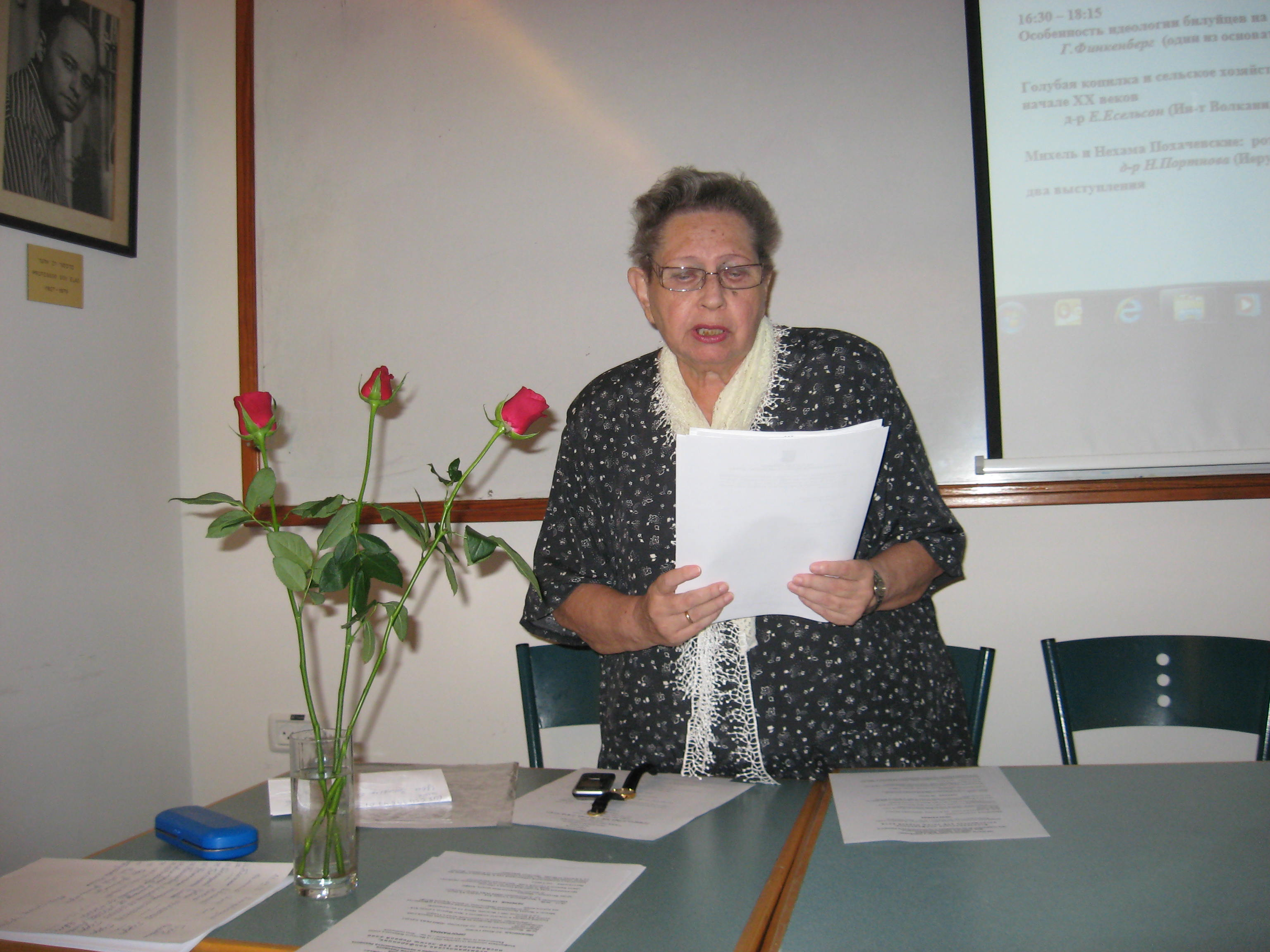
Julia Sister

Julia Dawidowna Sister (russisch Юлия Давидовна Систер; * 12. September 1936 in Kischinau) ist eine rumänisch-sowjetisch-israelische Chemikerin und Publizistin.

## Leben
Sisters Vater Dawid Iossifowitsch Sister war Arzt, nachdem er an der Prager Karls-Universität Medizin studiert hatte. Die Großeltern sprachen jiddisch. Zu Beginn des Deutsch-Sowjetischen Kriegs wurde Dawid Sister mit seiner Familie aus dem 1940 sowjetisch gewordenen Kischinau an das linke Wolga-Ufer nicht weit von Stalingrad evakuiert, wo er Chefarzt eines Rajon-Krankenhauses und Berater eines Militärhospitals in der Steppe war. Die zurückgebliebenen Großeltern väterlicherseits starben im Ghetto Kischinau. Julia Sisters Mutter Jewgenija (Bat-Schewa) Moissejewna Sister schrieb für sie Kindergedichte auf, mit denen sie früh lesen lernte. Eins der ersten Gedichte war von Majakowski.
1944 zog die Familie nach Kirowograd, wo Julia Sister eingeschult wurde. Ein Jahr später kehrte die Familie nach Kischinau zurück. Zu den Freunden und Bekannten gehörten Schriftsteller, Schauspieler und Wissenschaftler. Sister besuchte die Mädchenmittelschule in Kischinau mit Abschluss 1954 und nahm auf Empfehlung der Chemie-Lehrerin am Chemie-Schülerarbeitskreis Anton Wassiljewitsch Ablows der Universität Kischinau teil. Nach dem Bewerbungsgespräch bei Juri Sergejewitsch Ljalikow begann sie im Herbst 1954 das Studium an der Chemie-Fakultät der Universität Kischinau. Sie wurde Redakteurin der Fakultätszeitung, Mitglied der studentischen Wissenschaftsgesellschaft und untersuchte Mineralsäuren. 1959 verteidigte sie mit Erfolg ihre Diplomarbeit über die Chromatographie von Ausscheidungen von Mineralsäuren und schloss ihr Studium mit Auszeichnung ab.
Nach dem Studium wurde Sister in dem von J. S. Ljalikow geleiteten Laboratorium für Analytische Chemie der Moldauischen Filiale der Akademie der Wissenschaften der UdSSR (seit 1961 Akademie der Wissenschaft der Moldauischen Sozialistischen Sowjetrepublik (AN-MSSR)) angestellt. Für ihre Untersuchungen benutzte sie die Polarografie. Für die Analyse organischer Verbindungen mit Wechselstrom-Polarografie baute sie sich ein eigenes Gerät und erhielt erste Polarogramme. Ihre Arbeiten führten zur Entwicklung eines automatischen Geräts mit späterer Serienproduktion in der UdSSR.
1959 wurde Sister Wissenschaftliche Mitarbeiterin des Instituts für Chemie der AN-MSSR. 1967 verteidigte sie mit Erfolg ihre Dissertation über die Benutzung einiger organischer Reagenzien in der Wechselstrom-Polarografie für die Promotion zur Kandidatin der chemischen Wissenschaften. In ihren ökologischen Untersuchungen analysierte sie die Pestizide in der Umwelt, in biologischen Substanzen und in Lebensmitteln. Auch war sie Polarografie-Beraterin am Lehrstuhl für Physiologie der Universität Kischinau.
1984 wurde Sister in das Technologie-Konstruktionsinstitut berufen, in dem sie bald das Laboratorium für physikalisch-chemische Methoden leitete. Bei ihren Untersuchungen wendete sie auch die Hochleistungsflüssigkeitschromatographie an. Sie war Vorstandsmitglied der Moldauischen Filiale der der Allrussischen Chemischen Mendelejew-Gesellschaft.
1990 emigrierte Sister mit ihrer Familie nach Israel. 1992–1993 arbeitete sie als Wissenschaftliche Senior-Mitarbeiterin am Lehrstuhl für Anorganische und Analytische Chemie der Hebräischen Universität Jerusalem und dann an der Universität Tel Aviv, wo sie sich mit der biochemischen Analyse biologischer Substanzen beschäftigte.
Neben ihrer wissenschaftlichen Tätigkeit interessierte sich Sister nun für Probleme der russisch-jüdischen Kultur. Seit 1991 wirkt sie als freie Autorin und Redakteurin der Kurzen Jüdischen Enzyklopädie. Sie beschäftigt sich mit Wissenschaftsgeschichte und veröffentlichte Artikel über Benjamin Levich, Frederick Reines, Moïse Haissinsky, Juri Abramowitsch Golfand u. a. seit 1991 organisiert sie im Rechovoter Haus der Wissenschaftler und Spezialisten Vorlesungen, Seminare und Konferenzen. Von ihr geleitete Seminare finden regelmäßig im Weizmann-Institut für Wissenschaften statt. 2008 und 2014 organisierte sie Konferenzen über Bilu und erste Alijas. Sie ist Generaldirektorin des 1997 von Michail Parchomowski gegründeten Forschungszentrums Russkoje jewreistwo w sarubeschje (Russische Judenschaft im Ausland) (seit 2012 Jewrei Rossiji w Saruschje i Israile (Juden Russlands im Ausland und in Israel)).
Sister lebt in Kirjat Ekron und ist verheiratet mit dem Krankenhausarzt Boris (Bezalel) Iossifowitsch Händler aus Kischinau.

## Ehrungen, Preise
- Medaille der Ausstellung der Errungenschaften der Volkswirtschaft der UdSSR
- Ehrenurkunde der Allrussischen Chemischen Mendelejew-Gesellschaft